# Enzo Crivelli
Enzo Vito Gabriel Crivelli (Rouen, 6 de febrero de 1995) es un futbolista francés que juega como delantero en el Sepahan S. C. de la Iran Pro League.

## Trayectoria
Debutó como profesional el 22 de enero de 2014, en la segunda ronda de la Copa de Francia, Enzo ingresó en el segundo tiempo por el uruguayo Diego Rolán y empataron 0 a 0, fueron a penales pero perdieron y quedaron eliminados. 
El 26 de enero debutó en la Ligue 1, ingresó al final del encuentro por Abdou Traoré y derrotaron 2 a 0 al Saint-Étienne.
En la temporada 2014-15, anotó su primer gol oficial, fue el 16 de mayo de 2015 contra Lyon, su tanto abrió el marcador pero finalmente empataron 1 a 1. Enzo fue el jugador del partido.
El 3 de agosto de 2016 fue cedido al Bastia por una temporada. En la jornada 1 de la Ligue 1 2016-17 formó parte del once inicial frente al PSG pero perdieron 1 a 0. En la fecha 2, anotó sus 2 primeros goles con el club, que permitieron derrotar al Lorient 3 a 0.

## Estadísticas
Actualizado a la temporada 2024-25.
| Club                               | Div.          | Temporada     | Liga  | Liga  | Copas nacionales | Copas nacionales | Torneos internacionales | Torneos internacionales | Total | Total |
| Club                               | Div.          | Temporada     | Part. | Goles | Part.            | Goles            | Part.                   | Goles                   | Part. | Goles |
| ---------------------------------- | ------------- | ------------- | ----- | ----- | ---------------- | ---------------- | ----------------------- | ----------------------- | ----- | ----- |
| F. C. Girondins de Burdeos Francia | 1.ª           | 2013-14       | 2     | 0     | 1                | 0                | —                       | —                       | 3     | 0     |
| F. C. Girondins de Burdeos Francia | 1.ª           | 2014-15       | 11    | 1     | 1                | 0                | —                       | —                       | 12    | 1     |
| F. C. Girondins de Burdeos Francia | 1.ª           | 2015-16       | 29    | 3     | 4                | 2                | 8                       | 1                       | 41    | 6     |
| F. C. Girondins de Burdeos Francia | Total club    | Total club    | 42    | 4     | 6                | 2                | 8                       | 1                       | 56    | 7     |
| S. C. Bastia Francia               | 1.ª           | 2016-17       | 24    | 10    | 0                | 0                | —                       | —                       | 24    | 10    |
| S. C. Bastia Francia               | Total club    | Total club    | 24    | 10    | 0                | 0                | 0                       | 0                       | 24    | 10    |
| Angers S. C. O. Francia            | 1.ª           | 2017-18       | 15    | 1     | 2                | 0                | —                       | —                       | 17    | 1     |
| Angers S. C. O. Francia            | Total club    | Total club    | 15    | 1     | 2                | 0                | 0                       | 0                       | 17    | 1     |
| S. M. Caen Francia                 | 1.ª           | 2017-18       | 11    | 2     | 3                | 0                | —                       | —                       | 14    | 2     |
| S. M. Caen Francia                 | 1.ª           | 2018-19       | 33    | 6     | 2                | 0                | —                       | —                       | 35    | 6     |
| S. M. Caen Francia                 | Total club    | Total club    | 44    | 8     | 5                | 0                | 0                       | 0                       | 49    | 8     |
| Estambul Başakşehir F. K. Turquía  | 1.ª           | 2019-20       | 30    | 11    | 3                | 0                | 11                      | 3                       | 44    | 14    |
| Estambul Başakşehir F. K. Turquía  | 1.ª           | 2020-21       | 36    | 2     | 4                | 0                | 4                       | 0                       | 44    | 2     |
| Antalyaspor Turquía                | 1.ª           | 2021-22       | 12    | 0     | 2                | 0                | —                       | —                       | 14    | 0     |
| Antalyaspor Turquía                | Total club    | Total club    | 12    | 0     | 2                | 0                | 0                       | 0                       | 14    | 0     |
| A. S. Saint-Étienne Francia        | 1.ª           | 2021-22       | 6     | 0     | —                | —                | —                       | —                       | 6     | 0     |
| A. S. Saint-Étienne Francia        | Total club    | Total club    | 6     | 0     | 0                | 0                | 0                       | 0                       | 6     | 0     |
| Estambul Başakşehir F. K. Turquía  | 1.ª           | 2022-23       | 1     | 0     | —                | —                | 3                       | 0                       | 4     | 0     |
| Estambul Başakşehir F. K. Turquía  | Total club    | Total club    | 67    | 13    | 7                | 0                | 18                      | 3                       | 92    | 16    |
| Servette F. C. Suiza               | 1.ª           | 2022-23       | 19    | 4     | 3                | 3                | —                       | —                       | 22    | 7     |
| Servette F. C. Suiza               | 1.ª           | 2023-24       | 28    | 8     | 3                | 2                | 11                      | 1                       | 42    | 11    |
| Servette F. C. Suiza               | 1.ª           | 2024-25       | 32    | 8     | 0                | 0                | 4                       | 1                       | 36    | 9     |
| Servette F. C. Suiza               | Total club    | Total club    | 79    | 20    | 6                | 5                | 15                      | 2                       | 100   | 27    |
| Sepahan S. C. Irán                 | 1.ª           | 2025-26       | 0     | 0     | 0                | 0                | 0                       | 0                       | 0     | 0     |
| Sepahan S. C. Irán                 | Total club    | Total club    | 0     | 0     | 0                | 0                | 0                       | 0                       | 0     | 0     |
| Total carrera                      | Total carrera | Total carrera | 289   | 56    | 28               | 7                | 41                      | 6                       | 358   | 69    |

## Palmarés

### Campeonatos nacionales
| Título               | Club                      | País    | Año     |
| -------------------- | ------------------------- | ------- | ------- |
| Superliga de Turquía | Estambul Başakşehir F. K. | Turquía | 2019-20 |
| Copa de Suiza        | Servette F. C.            | Suiza   | 2023-24 |